# Yanna McIntosh
Yanna McIntosh (sinh năm 1970), đôi khi được ghi là Yanna MacIntosh, là một nữ diễn viên truyền hình, điện ảnh và sân khấu người Canada gốc Jamaica.

## Tiểu sử
McIntosh đã tham dự Đại học Toronto và Học viện Sân khấu Kịch Hoa Kỳ tại Đại học Harvard, nơi bà được đào tạo để diễn xuất trong các tác phẩm sân khấu. Trong một thời gian, bà đã dạy các sinh viên của nhà hát tại Trường Sân khấu Quốc gia ở Montreal, Quebec và tại Toronto, Humber College của Ontario.

## Sự nghiệp
Các vai diễn nhà hát của Yanna McIntosh bao gồm Petruchio trong The Taming of the Shrew, Hedda ở Hedda Gabler, Mary trong Friedrich Stuart, ☃☃ và Condoleezza Rice trong Stuff Happens của David Hare.
Những vai diễn định kỳ đáng chú ý nhất của McIntosh trong loạt phim truyền hình bao gồm Tiến sĩ Currie trong bộ phim y tế ngắn 90 phút Side Effects, Jenni Hernandez ở Riverdale, Edna Myles trong The Eleventh Hour, Dr. Rollins trong Blue Murder, Zona Robinson trong This is Wonderland, và Dymond trong bộ phim truyền hình tuổi teen Canada The Best Years. Bà đã tham gia một số bộ phim được sản xuất trên truyền hình, chẳng hạn như Atomic Train (1999), trong đó bà đóng vai Christina Roselli, Strange Justice (1999), trong đó bà đóng vai Jeanette, Deliberate Intent (2000), trong đó bà đóng vai Elaine, Crown Heights (2004), Chasing Freedom (2004), trong đó bà vào vai Ruth, Reversible Error (2004), trong đó bà vào vai Genevieve Carriere, Doomstown (2006), trong đó bà đóng vai Pat Barrow, Why I Wore Lipstick đến My Mastectomy (2006), trong đó bà đóng vai Tiến sĩ Crone, Họ trở lại (2007), trong đó bà đóng vai Naketha và Những Matters of Life and Dating (2007).
Một số lần xuất hiện của bà trong các bộ phim và phim trực tiếp bao gồm Nicole trong Spooky House (2000), Penny Mills trong Full Disclosure (2001), Teddy Vargas trong The Sentinel (2006) và Diana in Finn's Girl (2007). Các vai khác bao gồm Down in the Delta (1998), John Q (2002) và Heaven on Earth (2008).
Năm 2011 McIntosh đóng vai diễn Mama Nadi trong vở kịch Ruined thắng giải Pulitzer của Lynn Nottage, được sản xuất bởi Nhà hát Obsidian và Nhà hát Nightwood.
Vào năm 2014, bà đã đóng vai Cleopatra trong một sản phẩm lễ hội Stratford Antony and Cleopatra của William Shakespeare. Việc sản xuất cũng được quay cho loạt phim truyền hình kênh CBC Television CBC Presents the Stratford Festival với tên Antony và Cleopatra; McIntosh giành được đề cử Giải thưởng màn ảnh Canada với tư cách là nữ diễn viên xuất sắc nhất trong một bộ phim truyền hình hoặc miniseries tại Giải thưởng màn ảnh Canada lần thứ 4 cho vai diễn này.